# Hans Majestet Kongens Garde

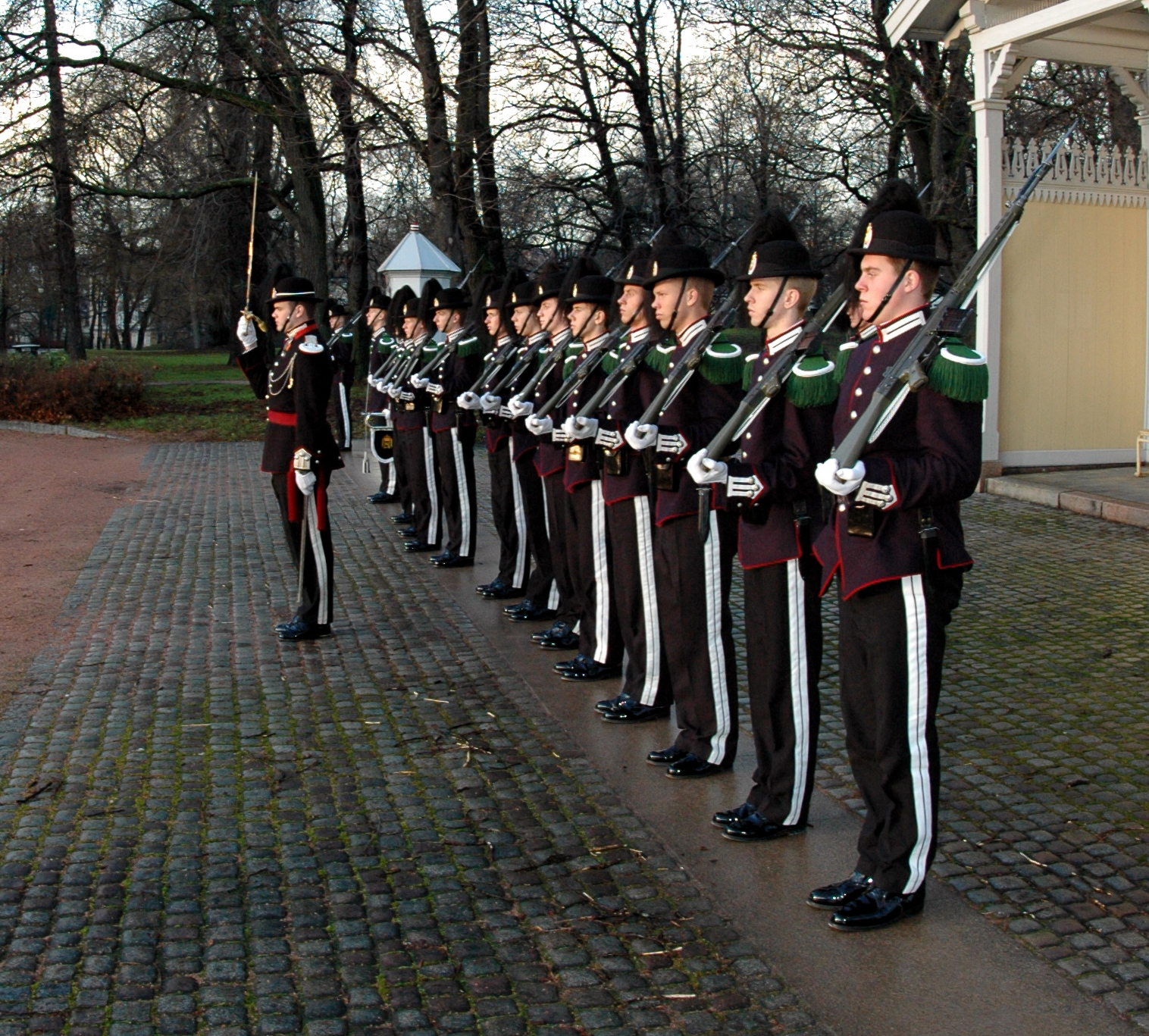
Wisseling van de wacht bij het Koninklijk paleis van Oslo

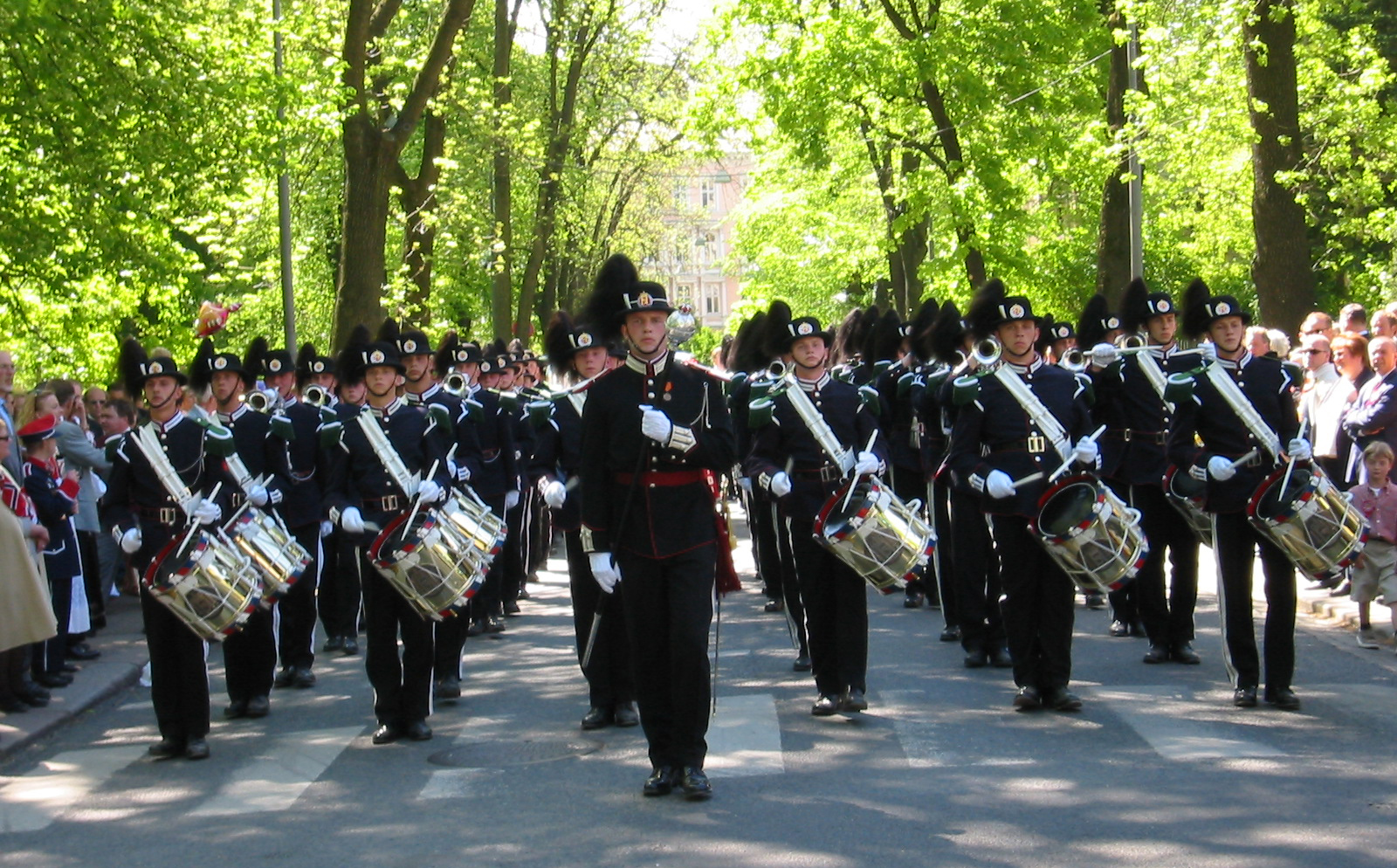
Muziekkorps

Hans Majestet Kongens Garde (HMKG) (Nederlands: Garde van Zijne Majesteit de Koning) is een uit zes compagnieën bestaand bataljon van de Noorse landmacht, dat fungeert als persoonlijke lijfwacht van
het Noorse koningshuis.
Bovendien is de garde verantwoordelijk voor de bewaking van het Koninklijk paleis van Oslo, het Skaugum, de vesting Akershus en andere koninklijke residenties. In geval van mobilisatie is de HMKG verantwoordelijk voor de verdediging van de hoofdstad Oslo. Uitgezonderd de opleidingscompagnie zijn alle eenheden gelegerd in Huseby Leir.

## Geschiedenis
De garde werd opgericht in 1856 door koning Oscar I van Zweden en Noorwegen, als onderdeel van de Zweedse Livgarde. Hij wilde met deze speciale voor hem bestemde militaire eenheid zijn koningschap over Zweden en Noorwegen kenbaar maken. De eerste 38 soldaten behoorden eerder tot het Agerhusiske ridende Jægercorpses gevorbne Escadron; een legeronderdeel dat in eerste instantie belast was met communicatie tussen Stockholm en Kristiania. In 1888 werd de compagnie een officiële bewakingseenheid en gelegerd in Kristiania. Na de Noorse onafhankelijkheidsverklaring in 1905 werd de HMKG versterkt tot bataljon.
Tijdens de Duitse inval in Noorwegen in 1940 maakte de garde het mogelijk dat koning Haakon in ballingschap naar het Verenigd Koninkrijk kon gaan. Hierna vocht het bataljon nog in Lundehøgda bij Lillehammer.

## Organisatie
Hans Majestet Kongens Garde is een bataljon lichte infanterie en is als volgt opgebouwd:
|  | Bataljonstab | Garde commandant en zijn directe medewerkers. plaatsvervangend commandant, stafchef, inlichtingen- en veiligheidsdiensten, materiaal en communicatie                                     |
|  | Kp. 1        | geweer/wachtcompagnie bestaand uit 180 gardisten. opgericht 1889. Compagniestaf en vier geweerpelotons.                                                                                  |
|  | Kp. 2        | geweer/wachtcompagnie bestaand uit 180 gardisten. opgericht 1889. Compagniestaf en vier geweerpelotons.                                                                                  |
|  | Kp. 3        | Garde muziek-, signaal- en exercitiecompagnie. Exercitiepeloton en muziekkorps. Muziekkorps bestaat uit een harmonieorkest en een signaalkorps.                                          |
|  | Kp. 4        | geweer/wachtcompagnie bestaand uit 180 gardisten. opgericht 1919. Compagniestaf en vier geweerpelotons.                                                                                  |
|  | Kp. 5        | Staf- en ondersteuningscompagnie. personeel, logistiek, onderhoud, medisch ordonnans en commando peloton. Patrouille- en scherpschutterspeloton, sinds 2013 toegerust met pantserwagens. |
|  | Kp. 6        | Opleidingscompagnie. (Gardeskolen) Drie maanden durende training in Terningmoen leir in Elverum. muziektroepen worden opgeleid in Huseby leir.                                           |

De meeste soldaten worden na een basistraining opgenomen in het bataljon en volgen vervolgens een vijf weken durende aanvullende opleiding. Na een succesvolle afronding van de opleiding, worden de soldaten toegelaten tot de bewaking van de Noorse residenties.
De dagelijkse wisseling van de wacht bij het Koninklijk paleis om 13.30 uur is een toeristische attractie. De HMKG is ook te zien bij Staatsbezoeken en andere openbare staatsgelegenheden, zoals de jaarlijkse opening van het parlementaire jaar door de Noorse koning.

## Uniform
Het donkerblauwe is sinds de oprichting van de eenheid onveranderd gebleven. De hoed met de verenbos heeft een Italiaanse oorsprong. Nadat koningin Louise (echtgenoot van koning Karel XV van Zweden) bij een bezoek aan Italië onder de indruk geraakt was van de hoofddeksels van de Bersaglieri, werd dit ook bij de HMKG ingevoerd.

## Nils Olav
De mascotte van Hans Majestet Kongens Garde is brigadegeneraal Nils Olav, een pinguïn in Edinburgh Zoo.